# نقطة نقاش
نقطة النقاش (بالإنجليزية: Talking point)‏ التي تُستخدم غالبًا بصيغة الجمع، هي رسالة أو صيغة مُحددة مسبقًا تُستخدم في مجال الاتصالات في المجال السياسي، وفي المبيعات، والاتصالات التجارية أو الإعلانية. حيث تنسق الرسالة مسبقًا لتبقى ثابتة إلى حدٍ ما بغض النظر عن صاحب المصلحة الذي ينقل الرسالة في وسائل الإعلام. يمكن أن تكون مثل هذه التصريحات إما قائمة بذاتها أو تنشئ كردود على نقاط النقاش للمعارضة وتستخدم بشكل متكرر في العلاقات العامة، لا سيما في المجالات التي تشتد فيها الجدل مثل السياسة والتسويق.

## مقالات ذات صلة
- حقيقة خاطئة
- بيان حقائق
- تأطير (العلوم الاجتماعية)